# Тайлер Блекберн
Тайлер Блекберн (англ. Tyler Jordan Blackburn; нар. 12 жовтня 1986, Бербанк, Каліфорнія, США) — американський актор та співак. Відомий ролями Калеба Ріверса в серіалах «Милі ошуканки» і «Рейвенсвуд» та Алекса Мейнса «Розвелл, Нью-Мексико».

## Біографія
Тайлер Блекберн народився в місті Бербанк 12 жовтня 1986 року, Штат Каліфорнія. В нього є три брати і сестра. Тайлер має англійське, хорватське, валлійські, чеське а також коріння індійців строків.

## Кар'єра
Тайлер Блекберн — американський співак і актор. Блекберн почав свою кар'єру в 2002 році з фільмування у серіалі Nickelodeon «Не така». Наступного року виконав роль вчителя у короткометражному фільмі. У 2005 році знявся в епізодичній ролі у фільмі «Найближчі родичі». У 2007 році Блекберн з'явився в «Мертва справа» та «Роквілль, Каліфорнія», в 2010 році він знявся в серіалах «Дні нашого життя» і «Гігантські», а також в незалежному фільмі «Персик Слива Груша».
У жовтні 2010 року Блекберн був узятий на постійну роль Калеба Ріверса в серіалі «Милі Ошуканки». Він був переведений в серію регулярних акторів під час третього сезону (влітку 2012 року). У березні 2011 року він приєднався до акторського складу комедії на NBC «Дивний новий світ». У травні 2013 року, було оголошено, що Блекберн приєднався до основного складу спін-офф «Милих ошуканок» — «Рейвенсвуд». В 2019 розпочав зніматися в серіалі «Розвелл, Нью-Мексико» де грає головну роль Алекса Мейнса

## Особисте життя
У квітні 2019 року Блекберн зробив Камінг-аут як бісексуал.

## Дискографія

### Альбоми
| Рік  | Назва альбому | Реліз                 |
| ---- | ------------- | --------------------- |
| 2015 | Find a Way    | 5 листопада 2015 року |

### Сингли
| Рік  | Пісня                                                 | Альбом     |
| ---- | ----------------------------------------------------- | ---------- |
| 2011 | Save Me                                               |            |
| 2012 | Hard to Forget (Tyler Blackburn feat Annabel Englund) |            |
| 2012 | Find a Way                                            | Find a Way |
| 2017 | Long Day (Tyler Blackburn feat Novi)                  |            |
| 2019 | Can't Love Me (Tyler Blackburn feat Novi)             |            |

### Відеографія
| Рік  | Пісня                                                 | Альбом |
| ---- | ----------------------------------------------------- | ------ |
| 2011 | Save Me                                               |        |
| 2012 | Hard to Forget (Tyler Blackburn feat Annabel Englund) |        |
| 2017 | Long Day (Tyler Blackburn feat Novi)                  |        |

## Фільмографія
| Рік       | Українська назва                  | Оригінальна назва            | Роль                    | Примітки                                                         |
| --------- | --------------------------------- | ---------------------------- | ----------------------- | ---------------------------------------------------------------- |
| 2006      | Не така                           | Unfabulous                   | Нейтан                  | 2 епізоди                                                        |
| 2006      | Виконавці майбутньої справи       | The Doers of Coming Deeds    | Соллі Кац               | Короткий фільм                                                   |
| 2008      | Найближчі родичі                  | Next of Kin                  | Французький студент     |                                                                  |
| 2009      | Мертва справа                     | Cold Case                    | Джефф Сельдман / Фостер | 1 епізод                                                         |
| 2009      | Роквілл, СА                       | Rockville CA                 | Спенсер                 | Веб серіал 1 епізод                                              |
| 2010      | Дні нашого життя                  | Days of Our Lives            | Ієн                     | 17 епізодів                                                      |
| 2010      |                                   | The Tudor Tutor              | Тобі                    | Короткий фільм                                                   |
| 2010      | Гігантський                       | Gigantic                     | Ехо                     | 1 епізод                                                         |
| 2011      | Груша, Персик, Слива              | Peach Plum Pear              | Джессі Прат             |                                                                  |
| 2011—2017 | Милі Ошуканки                     | Pretty Little Liars          | Калеба Ріверс           | Періодична роль (1,2 сезон) Головна роль (3—7 сезон) 124 епізоди |
| 2011      | Дивний новий світ                 | Brave New World              | Джон                    | Пілот                                                            |
| 2011      | Венді                             | Wendy                        | Піт                     | Головна роль 9 епізодів                                          |
| 2012      | Скритие                           | Hiding                       | Джессі                  |                                                                  |
| 2013—2014 | Рейвенсвуд                        | Ravenswood                   | Калеб Ріверс            | Головна роль 10 епізодів                                         |
| 2013      | Ти і я                            | You & Me                     | Янг Вільямс             | Короткий фільм                                                   |
| 2016      | Любов — це все, що тобі потрібно? | Love Is All You Need?        | Раян Морріс             |                                                                  |
| 2017      | І знову привіт!                   | Hello Again                  | Джек                    |                                                                  |
| 2019      | Розвелл, Нью-Мексико              | Roswell, New Mexico          | Алекс Мейнс             | Головна роль                                                     |
| 2019      | Чародійки                         | Charmed                      | Віраліс                 | 1 епізод                                                         |
| 2019      |                                   | Capsized: Blood in the Water | Бред Кавано             | Телевізійний фільм                                               |
|           |                                   | Asbury Park                  | Джонні                  | В виробництві                                                    |